# ستيفان ميلوجيفيتش
ستيفان ميلوجيفيتش (29 يناير 1989 ببلغراد في صربيا - ) هو لاعب كرة قدم صربي في مركز الوسط. لعب مع نادي فودوفاك ‏ وFK Teleoptik ‏ وبانات زرنيانين ‏ وبوراتس تشاتشاك ‏.

## وصلات خارجية
- ستيفان ميلوجيفيتش على موقع قاعدة بيانات كرة القدم.إي يو (الإنجليزية)
- ستيفان ميلوجيفيتش على موقع Soccerbase.com (لاعب) (الإنجليزية)
- ستيفان ميلوجيفيتش على موقع Soccerway.com (الإنجليزية)